# Ty Citerman
Ty Citerman (* 5. srpna 1974, St. Louis) je americký kytarista a hudební skladatel. Svou kariéru zahájil v devadesátých letech poté, co se přestěhoval do New Yorku, kde nejprve studoval hudbu u jazzového kytaristy Bena Mondera a později se začal věnovat aktivnímu hraní. Od roku 1999 působí spolu s bubeníkem Adamem Goldem, kontrabasistou Ericem Rockwinem a saxofonistou Kenem Thomsonem ve skupině Gutbucket. Rovněž působí ve skupině The Collapse Quartet, kde vedle něj hrají ještě tři další kytaristé: Yoshie Fruchter, Eyal Maoz a Jonathan Goldberger. Dále pak vystupuje v duu s flétnistou Kaoru Watanabe.
V roce 2014 vydal na značce Tzadik Records album nazvané Bop Kaballah, na kterém se vedle něj podíleli ještě Ken Thomson (basklarinet), Ben Holmes (trubka) a Adam Gold (bicí). Během své kariéry spolupracoval i s dalšími hudebníky, mezi které patří například Rhys Chatham nebo Todd Reynolds. V prosinci 2013 vystoupil spolu se saxofonistou a skladatelem Johnem Zornem a mnoha dalšími hudebniky při speciálním koncertu v newyorském klubu The Stone. Rovněž se věnuje pedagogické činnosti.

## Diskografie
- Insomniacs Dream (2001)
- Dry Humping the American Dream (2004)
- Nitrate Hymnal (2006)
- Sludge Test (2006)
- Modest Proposal (2009)
- Flock (2011)
- Bop Kaballah (2014)